# 里弗賽德鎮區 (伊利諾伊州亞當斯縣)
里弗賽德鎮區（英語：Riverside Township）是位於美國伊利諾伊州亞當斯縣的一個行政鎮區。

## 地方資料
根據2010年美國人口普查的數據，里弗賽德鎮區的面積為55.90平方千米，當中陸地面積為45.10平方千米，而水域面積為10.80平方千米。當地共有人口2109人，而人口密度為每平方千米37人。